# Gregório Fortunato
Gregório Fortunato (São Borja, 24 de janeiro de 1900 – Rio de Janeiro, 23 de outubro de 1962) foi o chefe da guarda pessoal do presidente brasileiro Getúlio Vargas, também é conhecido como « Anjo Negro », devido ao seu porte físico, cavalheirismo e pele negra.

## Histórico
Gregório Fortunato nasceu na cidade de São Borja, no Rio Grande do Sul. Era filho dos escravos alforriados Damião Fortunato e Ana de Bairro Fortunato. Foi casado com Juraci Lencina Fortunato, com quem teve um casal de filhos.
Trabalhou como peão de gado nas fazendas da região e teve sua aproximação com o clã Vargas após participar da Revolução Constitucionalista de 1932, como soldado do 14.º Corpo Auxiliar de São Borja (hoje Brigada Militar do Rio Grande do Sul), unidade comandada pelo coronel Benjamim Vargas, irmão do presidente Getúlio Vargas.
Após o fracassado Golpe Integralista contra Vargas, Benjamin criou uma guarda pessoal para proteger o presidente, recrutando vinte homens de confiança em sua cidade, entre os quais Gregório, que pela sua fidelidade se tornou o chefe da guarda até o final do Estado Novo.

## Atentado da rua Tonelero
No dia 5 de agosto de 1954, ocorreu o episódio conhecido como Atentado da rua Tonelero, que foi a tentativa de assassinato do jornalista Carlos Lacerda, ferrenho opositor de Getúlio Vargas. Gregório Fortunato foi acusado de ser o mandante do crime, do qual Lacerda saiu levemente ferido, não tendo a mesma sorte o major da Aeronáutica do Brasil, Rubens Florentino Vaz, que foi baleado e morreu a caminho do hospital. 
A polícia fez busca e apreensão na casa de Gregório e encontrou papéis que mostravam que, apesar de receber um salário de 15 mil cruzeiros, Gregório era dono de um conjunto de bens estimado em torno de 65 milhões de cruzeiros. Os documentos apreendidos revelaram ainda que Gregório comprou por 4 milhões duas propriedades do filho mais moço de Getúlio, Manuel Sarmanho Vargas, o Maneco, que se encontrava em situação financeira difícil. Quando os documentos vieram a público, Getúlio Vargas inicialmente não acreditou na veracidade. Depois ficou profundamente abalado.
O atentado desencadeou uma crise política que culminou com o suicídio de Getúlio Vargas, com um tiro no coração, em 24 de agosto de 1954. Em 1956, os acusados do crime da Rua Tonelero foram levados a um primeiro julgamento: Gregório Fortunato foi condenado a 25 anos como mandante do crime, pena reduzida a 20 anos por JK e a 15 por João Goulart.

## Assassinato e suspeitas
Em 23 de outubro de 1962, Gregório Fortunato foi assassinado na Penitenciária Frei Caneca, no Rio de Janeiro, pelo também detento Feliciano Emiliano Damas, o que é apontado por muitos como queima de arquivo, já que o « Anjo Negro » escrevera um caderno de anotações, único objeto de sua propriedade que desapareceu na prisão após sua morte.